# رشمه
روستای رشمه در دهستان حومه از بخش مرکزی شهرستان گرمسار در استان سمنان قرار گرفته است . دهستان حومه از شرق با دهستان یاتری و از غرب با دهستان لجران مجاور می‌باشد و روستای ریگان به عنوان مرکز دهستان به حساب می‌آید. 

## موقعیت سیاسی و جغرافیایی و پیشنه تاریخی
این روستا در قسمت جنوب شرقی شهر گرمسار به عنوان مرکز شهرستان و در فاصله حدود ۷ کیلومتری از آن استقرار یافته‌است. از نظر موقعیت جغرافیایی روستای رشمه در ' ۳۵ ۵۲ طول جغرافیایی شرقی و ' ۱۰ ۳۵ عرض جغرافیایی شمالی و در ارتفاع ۸۲۵ متری از سطح آب‌های آزاد قرار گرفته‌است.
روستای مورد مطالعه به لحاظ طبیعی در یک قلمرو دشتی استقرار یافته‌است. این روستا با قدمتی که به زمان رونق جاده ابریشم و به حدود ۸۰۰ سال پیش مربوط می‌شود، در ابتدا در کنار این جاده مهم ارتباطی شکل گرفته‌است.
این جاده از جنوب روستا عبور می‌کرده‌است. در سده‌های اخیر در زمان قاجارها که عمده روستاهای کشور تحت نفوذ خوانین اداره می‌شده‌است، روستای رشمه به صورت خالصه بوده و هیچگونه خان نداشته‌است.
ویژگی‌های اقلیمی روستا متأثر از خصوصیات اقلیمی حاکم بر استان سمنان و حاشیه کویر مرکزی ایران بوده و در زمستان باد سمنان از سمت شمال شرق روستا را مورد آزار قرار می‌دهد و در فصول بهار و پائیز باد موسوم به شهریار با وزش از سمت غرب، بیشترین بارندگی را در این فصول برای منطقه به همراه می‌آورد.
روستای رشمه از سمت شمال و از طریق کردوان به محور ارتباطی گرمسار– سمنان متصل گردیده و ارتباط آن با مراکز اداری- سیاسی منطقه و همچنین سایر مراکز جمعیتی استان از طریق همین محور صورت می‌پذیرد.

## شرایط اقلیمی
براساس مطالعات زیست اقلیمی ایران شهرستان گرمسار دارای اقلیمی نیمه بیابانی می‌باشد. به منظور بررسی و تعیین مشخصات اقلیمی حاکم بر روستای رشمه به دلیل فاصله کم روستا از شهر گرمسار- حدود کیلومتر– از اطلاعات ایستگاه سینوپتیک این شهر برای بررسی پارامترهای اقلیمی دما، بارش، رطوبت استفاده خواهیم کرد. این ایستگاه با مشخصات جغرافیایی ' ۱۶ ۳۲ عرض جغرافیایی، ' ۱۶ ۵۲ طول جغرافیایی در شمال غربی روستای رشمه تنها در حدود نه دقیقه طول جغرافیایی و دو دقیقه عرض جغرافیایی اختلاف مکانی دارد.

## بررسی‌های اقتصادی
۲-۲-۳-۱- بررسی وضعیت اقتصادی روستا به تفکیک بخش‌های اقتصادی، شناخت منابع درآمدی روستائیان و نیز تعیین حجم و نوع مبادلات اقتصادی با دیگر مراکز با استفاده از اطلاعات رسمی و محلی
اقتصاد روستایی، اصولاً مسائل اقتصادی را در محدوده جغرافیایی روستا، مطرح می‌نماید. به عبارت روشن تر اقتصاد روستایی عبارت است از کلیه فعالیت‌های فردی و اجتماعی که در محیط روستا به منظور گذراندن زندگی و تأمین رفاه مادی روستائیان به وقوع می‌پیوندد.
طبیعی است که در کشور ایران به علت تنوع اقلیم محیط‌های روستایی و تفاوت در توان‌های محیطی، فعالیت‌های اقتصادی روستا یکسان نمی‌باشد. اما به‌طور کلی فعالیت‌های اقتصادی روستاها در سه محور اصلی کشاورزی، صنعت و خدمات قرار دارد.
همان طور که پیش تر نیز عنوان شده‌است، تعداد شاغلین روستا در وضع موجود ۷۰ نفر می‌باشد که از این تعداد، ۴۰ نفر در بخش کشاورزی، ۱۰ نفر در بخش صنعت و ۲۰ نفر نیز در بخش خدمات مشغول به فعالیت می‌باشند.
الف) بخش کشاورزی
فعالیت‌های بخش کشاورزی در روستای رشمه، شامل زراعت و باغداری و همچنین دامداری و دامپروری می‌باشد. با توجه به اینکه این بخش ۵۷ درصد از شاغلین روستا را به خود اختصاص داده‌است، این بخش از اقتصاد غالب در روستا برخوردار است. مساحت اراضی زراعی روستای رشمه ۳۵۸ هکتارمی باشد که ۷۹ هکتار آن را سطوح آیش تشکیل می‌دهند. همچنین روستای رشمه از یک هکتار اراضی باغی نیز برخوردار است. با توجه به قرارگیری در اقلیم خشک امکان کشت دیم در روستا وجود ندارد و لذا تمامی سطوح زراعی در روستا زیر کشت آبی قرار دادرد.
عمده محصولات زراعی این آبادی گندم، جو و پنبه می‌باشد و در یک هکتار زمین‌های باغی نیز انار و انجیر آبی کشت می‌شود. البته میزان سطوح باغی در روستا بسیار بیشتر از این مقدار بوده‌است که به خاطر خشکسالی که منجر به خشک شدن رشته قنات در روستا شد این سطوح از بین رفته‌اند.
حتی در گذشته روستا سابقه کشت گیاهان دارویی همچون بابونه، بومادران و شیرین بیان نیز وجود داشته‌است.
همچنین بخشی از فعالیت‌های کشا. رزی اهالی را دامداری و دامپروری تشکیل می‌دهد. در روستای رشمه تعداد ۱۳۳۹ رأس گوسفند و بره ۱۰۹ رأس گاو و گوساله و ۱۱۵ قطعه انواع طیور اهالی نگهداری می‌شود.
بررسی‌های میدانی نشان می‌دهند که تولیدات بخش کشاورزی در روستا مازاد بر نیاز سالیانه اهالی آن می‌باشد و به همین دلیل بخشی از محصولات زراعی، باغی و همچنین دامی به شرکت تعاونی فعال در کردوان انتقال می‌یابد تا در آنجا به فروش برسد. با وجود برخورداری روستای رشمه از چندین شرکت تعاونی روستایی هیچکدام از آن‌ها فعال نمی‌باشند و با توجه به نقش مرکزیتی که روستای کردوان در منطقه دارد؛ شرکت تعاونی آن روستا محصولات زراعی تولیدی ۱۳ روستای منطقه را از آن‌ها جمع‌آوری کرده و در آنجا به فروش می‌رساند.
ب) بخش صنعت
این بخش با برخورداری از ۱۰ نفر شاغل، ۱۴ درصد از کل شاغلین روستا را به خود اختصاص داده‌است. در گذشته یک کارگاه تولید دیواره‌های پیش‌ساخته گچی در روستا وجود داشت که اکنون متروکه شده‌است و مورد استفاده قرار ندارد. همچنین مدرسه راهنمایی روستا که به دلیل عدم دستیابی به آستانه‌های جمعیتی برای فعالیت هیچگاه به مرحله بهره‌برداری نرسیده در بخشی از آن فعالیت‌های صنعتی جریان دارد. علاوه بر اینکه تعدادی از شاغلین این بخش در کارخانه آجرپزی که در حوالی روستا قرار دارد، مشغول به فعالیت می‌باشند این کوره وکارخانه آجرپزی درخارج از روستا قرار دارد، اما تأمین‌کننده بخشی از درآمد اهالی روستا می‌باشد.
ج- بخش خدمات
این بخش با برخورداری از ۲۰ نفر شاغل، ۲۹ درصد کل شاغلین روستا را در خود جذب کرده‌است. تعدادی از این شاغلین در ۶ واحد تجاری خرده فروشی روستا مشغول فعالیت می‌باشند و مابقی نیز به عنوان اپراتور بخش حمل و نقل در خارج روستا یا کارمندان ادارات برق، آموزش و پرورش و... در شهر گرمسار مشغول به فعالیت می‌باشند.

## سطح کل روستا
مساحت بافت موجود روستای رشمه معادل ۵۲۹/۲۲هکتار می‌باشد که شامل ۴۰۳/۱۰ هکتار سطوح باز (شامل معابر، باغات و مزارع و زمین‌های بایر) بوده و ۱۲۶/۱۲ هکتار را نیز سطوح ساخته شده (توده) تشکیل داده‌است.

## کاربری مسکونی
این کاربری با وسعتی معادل ۹۷۸/۸ هکتار، بیشترین سهم را از مساحت بافت موجود روستا به خود اختصاص داده‌است. سطوح مسکونی با ۸/۲۹ درصد از کل مساحت روستا، شامل ۱۰۹ واحد مسکونی می‌باشندکه برخی از آن‌ها با حدود ۲۶۲۹ متر مربع مساحت از کیفیت تخریبی برخوردارند.
با توجه به جمعیت دائم در روستا، این کاربری از سرانه ۳/۶۸۵ متر مربع در روستا برخوردار است.

## کاربری تجاری
سطح تجاری در روستا شامل ۶ واحد تجاری خرده فروشی می‌باشد که با ۱۶۷ متر مربع مساحت در قسمت‌های مختلف آن قرار گرفته‌اند. سهم این کاربری از کل مساحت روستا ۱/۰ درصد می‌باشد. اما سرانه آن برای جمعیت دائم در روستا معادل ۳/۱ متر مربع می‌باشد.

## کاربری شرکت تعاونی روستایی
با وجود برخورداری روستای رشمه از دو واحد شرکت تعاونی روستایی که از مساحت ۶۹ متر مربع در مجموع برخودارند اما همان طور که پیش تر هم بیان شده‌است، هر دوی این واحدها متروکه بوده و اهالی از شرکت تعاونی کردوان که هم‌زمان به ۱۳ روستای منطقه خدمات ارائه می‌کند استفاده می‌کنند. سرانه این سطوح در روستا ۵/۰ متر مربع برای هر نفر می‌باشد.

## کاربری آموزشی
با وجود برخورداری روستای رشمه از یک واحد دبستان و همچنین یک واحد مدرسه راهنمایی که در مجموع حدود ۲۷۱۰ متر مربع مساحت دارند، اهالی روستا برای استفاده از دبستان به روستای کردوان مراجعه می‌کنند؛ و برای مدرسه راهنمایی نیز به شهر گرمسار در رفت‌وآمد می‌باشند، چرا که هر دوی این واحدهای آموزشی در حال حاضر متروکه می‌باشند و از آن‌ها استفاده نمی‌گردد.
دلیل عمده این مسئله در عدم امکان تأمین کادر آموزشی و همچنین تعداد اندک دانش آموزان در رشمه می‌باشند چرا که در وضع موجود تعداد دانش آموزان روستا شامل ۱۲ نفر می‌باشد که ۷نفر آنان را دختران و مابقی را پسران تشکیل می‌دهند.
این سطوح با ۱/۱/درصد از مساحت بافت موجود روستا، از سرانه ۶/۲۰ متر مربع برخوردار است.

## کاربری درمانی
با توجه به رونق روستای رشمه در دهه‌های ۱۳۵۰ و ۱۳۶۰ هجری، روستای رشمه در دهه ۱۳۶۰ از یک واحد خانه بهداشت روستایی برخوردار گردیده‌است. این مرکز درمانی علاوه بر اهالی رشمه به ساکنین روستای سعدآباد نیز به عنوان قمر روستاری رشمه خدمات ارائه می‌دهد.
این کاربری با مساحت ۶۸۸ متر مربع، حدود ۳/۰ درصد از مساحت بافت موجود روستا را به خود اختصاص داده‌است، سرانه این کاربری در روستا ۳/۵ متر مربع برای هر نفر می‌باشد

## کاربر ی بهداشتی
با توجه به اینکه این کاربری در محیط‌های روستایی شامل حمام عمومی و غسال خانه بهداشتی می‌باشد. در محدوده روستای رشمه یک واحد حمام عمومی به مساحت ۵۷۴ متر مربع موجود می‌باشد که در وضع موجود متروکه بوده و از آن استفاده نمی‌شود و اهالی برای این منظور عمدتاً به کردوان و یاگرمسار مراجعه می‌کنند. همچنین غسال خانه روستا نیز در خارج از محدوده موجود آن و به صورت متروکه و بلااستفاده می‌باشد. این حمام عمومی ۲/۰ درصد از مساحت روستا را به خود اختصاص داده‌است.

## شبکه معابر
شبکه معابر روستا با مساحت ۵۸۶۱۸ متر مربع، حدود ۲۶ درصد از مساحت بافت موجود روستا را به خود اختصاص داده‌اند. با توجه به جمعیت اندک روستا و همچنین نوع توسعه خوشه‌ای در رشمه که منجر به توسعه شبکه معابر به صورت شعاعی در آن گردیده‌است، سرانه این کاربری از رقم قابل توجهی و معادل ۵/۴۴۷ متر مربع برای هر نفر برخوردار است.

## اراضی بایر
مساحت این اراضی در داخل بافت موجود در روستا ۱۶۵۵۱ متر مربع می‌باشد که با توجه به وسعت ۵۳/۲۲ هکتاری کل روستا، این کاربری سطحی معادل ۳/۷ درصد از کل مساحت روستا را به خود اختصاص داده‌است.
این سطوح فرصت مناسبی را برای توسعه و رفع کمبودها و نیازهای خدماتی روستا می‌توانند عرضه دارند چرا که در فرایند توسعه کالبدی روستا، از سهل الوصول‌ترین ظرفیت‌ها به حساب می‌آیند.

## اراضی زراعی و باغات
بخشی از باغات و مزارع روستا در داخل بافت موجود و ساخته شده روستا قرار گرفته‌اند که شامل ۲۴۶۳۸ متر مربع اراضی زراعی و ۴۲۲۹ متر مربع اراضی باغی می‌گردند. این سطوح به ترتیب ۹/۱۰ و ۹/۱ درصد از مساحت بافت موجود آن راشامل می‌گردند.
جدول شماره ۱۳، نوع کاربری‌های موجود، سهم و سرانه هر یک از آن‌ها را در سطح روستای رشمه نشان می‌دهد.

## کاربری حمل و نقل و انبار
این کاربری که شامل پارکینگ‌های مربوط به ادوات کشاورزی و وسایل نقلیه اهالی و همچنین انبارهای ذخیره محصولات زراعی آن‌ها می‌باشد، حدود ۲۵۴۱متر مربع مساحت دارد این سطوح ۱۳/۱ درصد از مساحت روستا را به خود اختصاص داده‌اند وسرانه مربوط به آن‌ها نیز ۴/۱۹ متر مربع برای هر فرد می‌باشد.

### صنایع و کارگاه‌ها
در محدوده روستای رشمه، در وضع موجود تنها یک کارگاه روستایی وجود دارد که با مساحت ۵/۲۳۴۴ متر مربع در محله بابا جواد و در جنوب غربی روستا قرار گرفته‌است. این کارگاه که اکنون متروکه و بلا استفاده‌است، پیش تر به عنوان کارگاه تولید دیوارهای پیش‌ساخته گچی مورد استفاده قرار می‌گرفت، این کارگاه متروکه حدود یک درصد از مساحت روستا را به خود اختصاص داده‌است و سرانه مربوط به آن نیز ۹/۱۷ متر مربع می‌باشد.

## دامداری و باغداری
با توجه به نقش قابل توجه اقتصاد متکی به زراعت و دامداری در روستای رشمه، تعداد ۱۸ واحد سنتی دامداری در روستا وجود دارند که با مساحت ۲۰۵۱۱ متر مربع حدود ۱/۹ درصد از مساحت بافت موجود در روستا را به خود اختصاص داده‌اند. عمده این دامداری‌ها در میان واحدهای مسکونی روستا و برخی نیز در داخل برخی از واحدهای مسکونی دایر می‌باشند.
همچنین یک واحد مرغداری نیز به مساحت ۳۴۲ متر مربع در روستا موجود می‌باشد که عمده محصولات خود را به گرمسار عرضه می‌کند.

## کاربری اداری
این کاربری در روستا شامل مرکز دهیاری روستا و شواری اسلامی آن می‌باشد که با توجه به بررسی‌های میدانی در روستای رشمه هیچگونه فضایی برای این منظور در رشمه وجود ندارد و سرانه این کاربری در آن صفر است.

## کاربری مذهبی
تنها فضای مذهبی روستای رشمه مسجد امام صادق می‌باشد که به صورت یک طبقه و بدون بنای گنبد، یا آجر و آهن ساخته شده‌است. این کاربری با مساحت ۷/۸۱۹متر مربع، حدود ۳۶/۰ درصد ازکل مساحت روستا را به خود اختصاص داده‌است. سرانه این کاربری در وضع موجود ۸/۶ مترمربعی باشد.

### تأسیسات و تجهیزات شهری
همان طور که پیش تر نیز در بحث بررسی تأسیسات و تجهیزات موجود روستای رشمه بیان گردید؛ روستای رشمه از یک مرکز پست و مخابرات روستایی با مساحت ۸۲ متر مربع، یک شعبه مجاز فروش نفت به مساحت ۵۰ مترمربع، ۴۶۱ متر مربع آب‌انبار برای ذخیره آب و همچنین ۴۰ متر مربع مستحدثات چاه آب و منبع آب هوایی فلزی برخوردار است که همان طور که پیش تر اشاره شد، عمده آب انبارها و چاه آب و منبع فلزی متروکه و بلا استفاده‌اند.
در مجموع این سطوح با ۶۳۰ متر مربع مساحت، حدود ۲۸/۰ درصد از مسافت روستا را به خود اختصاص داده‌اند.

## اهالی رشمه
اکثریت ساکنان روستای رشمه از ایل اصانلو و ترک زبان و شامل خانواده‌های یوردخانی، رشمه‌ای، میرآخوری، میراخورلو، جوادی  و رضائی  می‌باشند که در حال حاضر اکثر آن‌ها به شهر کوچ نموده ، البته در چند سال اخیر بازگشت قابل توجهی از جوانان این روستا انجام پذیرفته.